# Gran Caffé Doney

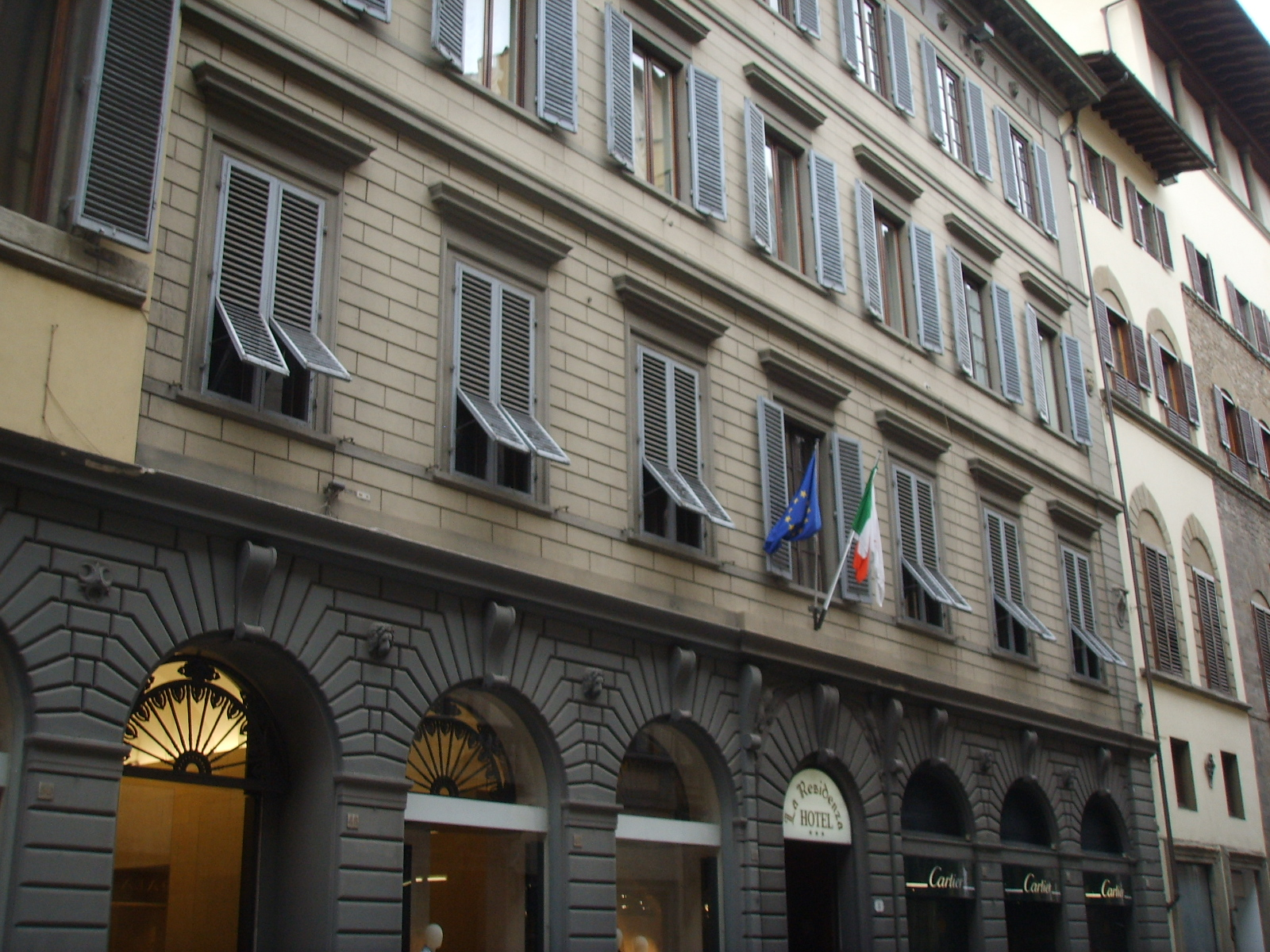
Voormalig Gran Caffé Doney

Gran Caffé Doney of kortweg Doney's was een cafetaria in Florence voor de Tweede Wereldoorlog. Oorspronkelijk was het gevestigd in de Palazzina Reale in het Cascine Park (in de 19e eeuw), maar verhuisde naar de Via Tornabuoni, dicht bij het Britse consulaat. Doney werd vooral druk bezocht door de Britten die in Florence woonden.
Toen Benito Mussolini Abessinië (tegenwoordig Ethiopië) aanviel, spraken de Britten hier publiekelijk hun afkeuring over uit, hetgeen leidde tot het uitbreken van rellen en fascistisch geweld in het Gran Caffé Doney in 1935 en 1936.
De beroemdste bezoekers van het Gran Caffé Doney was mevrouw Violet Trefusis die in 1937 op audiëntie mocht komen bij Mussolini, en een groep Engelse dames genaamd de Scorpioni, die erg actief waren in Florence tussen de twee wereldoorlogen.
Gran Caffé Doney wordt ook genoemd in Franco Zeffirelli's autobiografische film Tea with Mussolini.
Tegenwoordig is het Gran Caffé Doney in het Excelsior hotel in Rome gevestigd.